# Segelfluggelände Eibinger Forstwiesen

i7
i11
i13
Das Segelfluggelände Eibinger Forstwiesen liegt in der Stadt Rüdesheim am Rhein im Rheingau-Taunus-Kreis in Hessen, etwa 4,5 km nördlich des Zentrums von Rüdesheim am Rhein.

## Flugbetrieb
Das Segelfluggelände ist mit einer 400 m langen und 25 m breiten Start- und Landebahn aus Gras (Richtung 18/36) und mit einer 400 m langen und 25 m breiten Start- und Landebahn aus Gras (Richtung 15/33) ausgestattet. Der südliche Rand des Segelfluggeländes liegt auf einer Höhe von 375 m, der nördliche Teil auf einer Höhe von 485 m. Das Segelfluggelände weist daher eine sehr große Steigung von Süd nach Nord auf; in diese Richtung wird der Windenstart betrieben. Das Gelände besitzt eine Betriebszulassung für Segelflugzeuge und Motorsegler. Als Startarten sind Flugzeugschleppstart und Windenstart zugelassen. Der Halter und Betreiber des Segelfluggeländes ist der Luftsportclub Rheingau e. V.

## Zwischenfälle
Am 17. Februar 2013 flog ein Ultraleichtflugzeug vom Typ Ikarus C42 das Segelfluggelände Eibinger Forstwiesen aus südlicher Richtung in einer Höhe von 5–15 m über Grund an. Etwa 100 m nach Passieren des südlichen Rands des Segelfluggeländes versuchte der Pilot durchzustarten. Das Flugzeug gewann gegenüber dem ansteigenden Gelände keine Höhe über Grund. Am Ende des Segelfluggeländes leitete der Pilot eine Rechtskurve ein, um den dort etwa 15 m hohen Bäumen auszuweichen. Dabei geriet das Flugzeug in einen überzogenen Flugzustand und stürzte in den Wald ab. Das Flugzeug brannte aus. Der 67-jährige Pilot und sein 23-jähriger Kopilot wurden tödlich verletzt.
Am 17. August 2024, einem Samstagvormittag, startete eine Cessna 150 mit zwei ausgebildeten Piloten an Bord vom Flugplatz Mainz-Finthen zu einem Schulungsflug. Die Piloten steuerten das Segelfluggelände an und wollten dort ein Manöver durchführen, bei dem der Landeplatz in geringer Höhe überflogen wird. Wegen des stark ansteigenden Geländes misslang ihnen der anschließende Steigflug. Die Maschine berührte Bäume, die letztlich die Tragflächenenden abgerissen haben, und sie ging 200 Meter weiter im Wald zu Boden. Obwohl die Cessna stark beschädigt war, geriet sie nicht in Brand und die Kabine blieb soweit intakt, dass beide Piloten nur leicht verletzt wurden. Sie konnten sich selbst befreien und den Notruf wählen.